# Вусач-булавоніг
Вуса́ч-булавоні́г (лат. Rhopalopus Mulsant, 1839 = Rhopalopus Redtenbacher, 1845 = Euryoptera Horn, 1860) — рід жуків з родини вусачів. В Українських Карпатах розповсюджено п'ять видів:
1. Вусач-булавоніг кленовий угорський (Rhopalopus hungaricus Herbst, 1784);
2. Вусач-булавоніг пиловусий (Rhopalopus spinicornis Abeille de Perrin, 1869);
3. Вусач-булавоніг рогатий (Rhopalopus clavipes Fabricius, 1775);
4. Вусач-булавоніг чорний (Rhopalopus macropus Germar, 1824)
5. Вусач-булавоніг червононогий (Rhopalopus femoratus Linnaeus, 1758)